# TG2
TG2 (celým názvem Telegiornale Due) je zpravodajská relace vysílaná na programu Rai 2 od roku 1961. Celosvětově se TG2 vysílá na Rai Italia.

## Historie
TG2 se začal vysílat v roce 1961, společně se vznikem Rai 2 pod názvem Telegiornale del Secondo Programma. První změna nastala v roce 1975, kdy se v rámci reformy uvnitř RAI změnil název Rai 2 ze Secondo Programma na Rai Rete 2, se také změnil název zpravodajské relace ze Telegiornale del Secondo Programma na dnešní název TG2.

## Politická orientace
V dobách vzniku TG2, tedy v 60. a 70. letech, byl TG2 silou levicové scény Itálie, hlavně socialistů. Tvořil tak společně s GR1 určitou opozici k TG1 a GR2, které byly ovládany křesťanskými demokraty. V devadesátých letech zaznamenal TG2 posun od čistě levicové orientace ke středopravicovým stranách, konkrétně Forza Italia a Národní alianci.

## Vysílací časy
Pondělí–pátek
- 10.00 (55 min.), v letních měsících od 10.40 – TG2 Insieme
- 13.00 (30 min.), 10 min. v případě stávky – TG2 Giorno
- 17.45 (3 min.) – TG2 Flash L.I.S.(ve znakovém jazyce)
- 18.15 (30 min.)
- 20.30 (30 min.)
  - V případě fotbalového utkání se délka zkracuje na 10/15/20 minut a v případě stávky na 10 minut.
  - Vždy na Silvestra začíná ve 21.00 a je v ní i novoroční přání prezidenta Giorgia Napolitana, trvá 20 nebo 30 minut.
- 23.30 (10 min.)

Sobota
- 13.00 (30 min.) – TG2 Giorno
- 18.00 (3 min.) – TG2 Flash L.I.S.
- 20.30 (30 min.)
- 23.30 (10 min.) – TG2 Notte

Neděle
- 13.00 (30 min.) – TG2 Giorno
- 17.05 (3 min.) – TG2 Flash L.I.S.
- 20.30 (30 min.)
- 0.30 (10 min.) – TG2 Notte

## Rubriky
TG2 má spoustu rubrik, např. o filmu (TG2 Cine Matinèe, sobota), kriminalitě (TG2 Dossier, sobota 23.20, 40 minut), společnosti (TG2 Costume e Società, pondělí–čtvrtek 13.30, 15 minut), automobilismu (TG2 Motori, neděle 13.30, 15 minut) a další.